# (21728) Zhuzhirui
(21728) Zhuzhirui (1999 RH136) – planetoida z grupy pasa głównego asteroid okrążająca Słońce w ciągu 4,35 lat w średniej odległości 2,67 j.a. Odkryta 9 września 1999 roku.